# مبارکه (تیران و کرون)
مبارکه (تیران و کرون)، روستایی از توابع بخش کرون شهرستان تیران و کرون در استان اصفهان ایران است.

## جمعیت
این روستا در دهستان کرون سفلی قرار دارد و براساس سرشماری مرکز آمار ایران در سال ۱۳۸۵، جمعیت آن ۱٬۵۰۴ نفر (۳۸۶خانوار) بوده‌است.